# Yanuca Lailai
Yanuca Lailai is een vulkanisch eiland in de Lomaiviti-archipel in Fiji. Het ligt tussen Ovalau en Moturiki en heeft een oppervlakte van 29 ha.
De kust bestaat uit mangrovebossen, vulkanische kliffen en stranden.